# Bitwa pod Sasowym Rogiem (1612)
Bitwa pod Sasowym Rogiem – bitwa wojsk prywatnych polskiego magnata, Stefana Potockiego, z Mołdawianami, Turkami i Tatarami wspierającymi hospodara Stefana Tomżę w 1612, która miała miejsce pod miejscowością Sasowy Róg w Mołdawii. Jedna z awantur mołdawskich zakończona klęską Polaków.
W ormiańskiej kronice kamienieckiej opisana jest w następujący sposób: 

Roku 1061 (1612) 9 (19) lipca, w czwartek, pod Jassaami, na Saskim Rogu wojsko polskie poszło w bój przeciwko hospodarowi Tomży, a także Madżar-ogłu-paszy oraz Tatarom. W tej walce wróg wziął górę i do podstaw zniszczył nasz obóz, tak że hospodara Konstantyna pochwycono żywymi. Stefan Potocki (54r) także dostał się do niewoli. Wziętych do niewoli bojarów Tomża kazał zgładzić, a byli to wielcy panowie. A w czasie kaźni Tomża siedział i obserwował wraz ze swoimi rycerzami. Kaźnili oni 36 bojarów. Po kaźni nakazał on zerwanie skóry wraz z twarzami z czaszek, zaszyć, nadziać słomą, powiesić i wysuszyć. I codziennie o te wypchane głowy dbano, tj. czesano i wycierano. I każdego dnia cieszono się i strzelano z armat. A po dwóch tygodniach kazał złożyć te głowy do beczek, przełożył słomą i odesłał Sułtanowi tureckiemu. Wysłał mu także w podarunku 400 polskich szlachciców. A ciała tych 36 zabitych bojarów kazał pochować w mogile na miejscu kaźni, bo hospodar Tomża sam ze swoim obozem stał tam i tam że, o milę od Jass kazał ich kaźnić. Tego Stefana Potockiego Tomża trzymał przy sobie 15 tygodni a potem odesłał go do sułtana tureckiego, a turecki sułtan kazał go wtrącić do wieży. A hospodara Konstantyna tatarski murza imieniem Szach-myrza zabrał i uciekł na Krym, dlatego że sam pojmał go w obozie, ale w czasie ucieczki rozgorzała burza i hospodar Konstantyn i kilku Tatarów z nim utonęli. A zdarzenia te są prawdą, bo ja, Axenty, syn Kirkora widziałem je na własne oczy i opisałem będąc tego świadom.